# Loures-Barousse
Loures-Barousse település Franciaországban, Hautes-Pyrénées megyében. Lakosainak száma 653 fő (2022. január 1.). Loures-Barousse Labroquère, Barbazan, Luscan, Valcabrère, Izaourt és Bertren községekkel határos.

## Népesség
A település népességének változása:
| Lakosok száma | 611  | 614  | 633  | 626  | 632  | 630  | 626  | 623  | 653  |
|               | 2013 | 2015 | 2016 | 2017 | 2018 | 2019 | 2020 | 2021 | 2022 |